# Liste des députés de la législature 2018-2023 de la Chambre des députés du Luxembourg
- Gouvernement (31) :
- DP (12)
- LSAP (10)
- Gréng (9)
- Opposition (29) :

Diagramme de la Chambre des députés luxembourgeoise au 2 juillet 2023 :
DP (12)
LSAP (10)
Gréng (9)
CSV (21)
ADR (3)
PPL (2)
Lénk (2)
Liberté - Fräiheet ! (1)

Cet article donne la liste des 60 députés luxembourgeois de la législature 2018-2023 de la Chambre des députés du Luxembourg.

## Méthodologie

Circonscriptions électorales du Luxembourg.

La répartition politique des députés siégeant à la Chambre reflète les résultats électoraux, mais leur représentation géographique est prédéterminée : parmi les 60 députés, 23 viennent de la circonscription Sud, 21 du Centre, 9 du Nord et 7 de l’Est.
La liste recense les députés siégeant à la Chambre des députés, soit élus à l'issue des élections législatives du 14 octobre 2018, soit remplaçant les élus ayant été nommés au gouvernement ou décédés. Pour chaque député, la liste précise sa circonscription d'élection, le parti ainsi que le groupe auxquels il appartient. Sauf indication contraire, les députés siégeant ont été élus lors des élections législatives d'octobre 2018.
Lors de la nomination au gouvernement ou du décès d'un député, son suppléant devient député. En outre, les ministres élus quittant le gouvernement peuvent retrouver leur siège.

## Groupes parlementaires et sensibilités politiques
La Chambre des députés compte au 11 juillet 2023, quatre groupes parlementaires et quatre sensibilités politiques.
|  | Parti démocratique (lb) Demokratesch Partei                                              | 12 / 60 | - Eugène Berger (2018-2020) - Gilles Baum, (2020-2023)                           | Gouvernement |  |  |
|  | Parti ouvrier socialiste luxembourgeois (lb) Lëtzebuerger Sozialistesch Aarbechterpartei | 10 / 60 | - Alex Bodry (2018-2019) - Georges Engel (2019-2022) - Yves Cruchten (2022-2023) | Gouvernement |  |  |
|  | Les Verts (lb) déi gréng                                                                 | 9 / 60  | Josée Lorsché                                                                    | Gouvernement |  |  |
|  | Parti populaire chrétien-social (lb) Chrëschtlech-Sozial Vollekspartei                   | 21 / 60 | Martine Hansen                                                                   | Opposition   |  |  |
|  |                                                                                          |         |                                                                                  |              |  |  |
|  | Parti réformiste d'alternative démocratique (lb) Alternativ Demokratesch Reformpartei    | 3 / 60  | Gaston Gibéryen (2018-2020) Fernand Kartheiser (2020-2023)                       | Opposition   |  |  |
|  | Parti pirate (lb) Piratepartei Lëtzebuerg                                                | 2 / 60  | Sven Clement                                                                     | Opposition   |  |  |
|  | La Gauche (lb) déi Lénk                                                                  | 2 / 60  | Myriam Cecchetti                                                                 | Opposition   |  |  |
|  | Liberté - Fräiheet!                                                                      | 1 / 60  | Roy Reding                                                                       | Opposition   |  |  |

## Composition de la Chambre des députés

### Historique
La première séance publique de la nouvelle session parlementaire 2018-2019 a été présidée par le candidat élu le plus ancien en rang, Gast Gibéryen. Il a été assisté par les deux candidats élus les plus jeunes en âge, à savoir Sven Clement et François Benoy.
Dès novembre 2018, le Parti réformiste d'alternative démocratique (ADR) et le Parti pirate (PPL) décident de s'unir en un groupe technique à la Chambre pour la période législative à venir. Cette option permet aux députés de sensibilités politiques différentes de se faire représenter sous un même groupe pour optimiser leur travail. Le groupe technique n'unit pas les partis sur le plan politique.
Le 6 décembre 2018, Fernand Etgen est élu président de la Chambre des députés. Les vice-présidents de la Chambre sont Mars Di Bartolomeo (LSAP), Claude Wiseler (CSV) et Henri Kox (Gréng).
À la suite de la nomination d'Henri Kox au gouvernement, Djuna Bernard (Gréng) lui succède à la vice-présidence du Bureau de la Chambre des députés.
En décembre 2019, le groupe technique réunissant le Parti réformiste d'alternative démocratique et le Parti pirate est dissous d'un commun accord en raison des dotations financières mises à disposition des sensibilités politiques et des partis revues à la hausse.

### Plan des sièges
La répartition des sièges au 14 octobre 2020.
| Marc Hansen | Ahmedova | C. Margue | Gary    | Thill  | Weber         | Mutsch   | Kersch     | Asselborn-Bintz | Hemmen | Hartmann | Lamberty | Colabianchi | Knaff | Agostino |
| Empain      | Benoy    | Lorsché   | Bernard | Burton | Di Bartolomeo | Cruchten | Biancalana | Closener        | Arendt | Bauler   | Beissel  | Baum        | Graas | Polfer   |

| Etgen |

| Kartheiser | Reding    | Wiseler | Mosar | Wolter | Roth      | Martine Hansen | Gloden | Halsdorf | Schaaf  | Kemp-Arendt | Spautz | Clement | Georgen   |          |
| Engelen    | Fred Keup | Galles  | Adehm | Eicher | E. Margue | Hetto-Gaasch   | Modert | Kaes     | Eischen | Lies        | Wilmes | Mischo  | Cecchetti | Oberweis |

Légende des couleurs :
- Gouvernement (31) :
- Parti démocratique (12)
- Parti ouvrier socialiste luxembourgeois (10)
- Les Verts (9)

- Opposition (29) :
- Parti populaire chrétien-social (21)
- Parti réformiste d'alternative démocratique (3)
- Parti pirate (2)
- La Gauche (2)
- Liberté - Fräiheet! (1)

### Liste des députés
| Portrait | Député                 | Depuis le        | Circonscription | Date de naissance | Parti | Parti               |
| -------- | ---------------------- | ---------------- | --------------- | ----------------- | ----- | ------------------- |
|          | Marc Spautz            | 5 décembre 2013  | Sud             | 10 avril 1963     |       | CSV                 |
|          | Mars Di Bartolomeo     | 5 décembre 2013  | Sud             | 27 juin 1952      |       | LSAP                |
|          | Félix Eischen          | 8 juillet 2009   | Sud             | 5 février 1966    |       | CSV                 |
|          | Georges Mischo         | 30 octobre 2018  | Sud             | 18 septembre 1974 |       | CSV                 |
|          | Michel Wolter          | 3 août 2004      | Sud             | 13 septembre 1962 |       | CSV                 |
|          | Jean-Marie Halsdorf    | 5 décembre 2013  | Sud             | 1er février 1957  |       | CSV                 |
|          | Gilles Roth            | 24 avril 2007    | Sud             | 1er mars 1967     |       | CSV                 |
|          | Nancy Kemp-Arendt      | 3 juin 2003      | Sud             | 22 mai 1969       |       | CSV                 |
|          | Dan Biancalana         | 30 octobre 2018  | Sud             | 6 novembre 1977   |       | LSAP                |
|          | Dan Kersch             | 5 janvier 2022   | Sud             | 27 décembre 1961  |       | LSAP                |
|          | Josée Lorsché          | 6 juillet 2011   | Sud             | 9 septembre 1961  |       | Gréng               |
|          | Barbara Agostino       | 27 juin 2023     | Sud             | 6 janvier 1982    |       | DP                  |
|          | Myriam Cecchetti       | 17 mai 2021      | Sud             | 23 mars 1966      |       | Lénk                |
|          | Fernand Kartheiser     | 8 juillet 2009   | Sud             | 30 septembre 1959 |       | ADR                 |
|          | Marc Goergen           | 30 octobre 2018  | Sud             | 12 janvier 1985   |       | PPL                 |
|          | Françoise Hetto-Gaasch | 5 décembre 2013  | Est             | 21 mai 1960       |       | CSV                 |
|          | Octavie Modert         | 5 décembre 2013  | Est             | 15 novembre 1966  |       | CSV                 |
|          | Léon Gloden            | 28 juillet 2009  | Est             | 9 décembre 1972   |       | CSV                 |
|          | Gilles Baum            | 5 décembre 2013  | Est             | 16 janvier 1973   |       | DP                  |
|          | Claude Wiseler         | 5 décembre 2013  | Centre          | 30 janvier 1960   |       | CSV                 |
|          | Serge Wilmes           | 11 octobre 2011  | Centre          | 6 mai 1982        |       | CSV                 |
|          | Lydie Polfer           | 8 juillet 2009   | Centre          | 22 novembre 1952  |       | DP                  |
|          | Diane Adehm            | 8 mars 2011      | Centre          | 13 septembre 1970 |       | CSV                 |
|          | Elisabeth Margue       | 11 octobre 2022  | Centre          | 7 avril 1990      |       | CSV                 |
|          | Marc Lies              | 28 juillet 2009  | Centre          | 30 décembre 1968  |       | CSV                 |
|          | Laurent Mosar          | 18 juillet 1994  | Centre          | 8 février 1958    |       | CSV                 |
|          | Paul Galles            | 30 octobre 2018  | Centre          | 18 mai 1973       |       | CSV                 |
|          | Simone Beissel         | 13 novembre 2013 | Centre          | 27 avril 1953     |       | DP                  |
|          | Guy Arendt             | 6 décembre 2018  | Centre          | 13 avril 1954     |       | DP                  |
|          | François Benoy         | 30 octobre 2018  | Centre          | 7 février 1985    |       | Gréng               |
|          | Charles Margue         | 30 octobre 2018  | Centre          | 4 avril 1956      |       | Gréng               |
|          | Nathalie Oberweis      | 17 mai 2021      | Centre          | 20 février 1983   |       | Lénk                |
|          | Sven Clement           | 30 octobre 2018  | Centre          | 19 janvier 1989   |       | PPL                 |
|          | Roy Reding             | 13 novembre 2013 | Centre          | 17 juillet 1965   |       | Liberté - Fräiheet! |
|          | Martine Hansen         | 5 décembre 2013  | Nord            | 10 décembre 1965  |       | CSV                 |
|          | Jean-Paul Schaaf       | 21 octobre 2020  | Nord            | 4 décembre 1965   |       | CSV                 |
|          | Emile Eicher           | 28 juillet 2009  | Nord            | 30 juin 1955      |       | CSV                 |
|          | Aly Kaes               | 13 juillet 2004  | Nord            | 4 avril 1955      |       | CSV                 |
|          | Fernand Etgen          | 30 octobre 2018  | Nord            | 10 mars 1957      |       | DP                  |
|          | André Bauler           | 1er avril 2014   | Nord            | 5 février 1964    |       | DP                  |
|          | Jeff Engelen           | 30 octobre 2018  | Nord            | 24 juillet 1953   |       | ADR                 |
|          | Frank Colabianchi      | 6 décembre 2018  | Centre          | 27 octobre 1962   |       | DP                  |
|          | Marc Hansen            | 6 décembre 2018  | Sud             | 5 janvier 1968    |       | Gréng               |
|          | Yves Cruchten          | 13 novembre 2013 | Sud             | 1er mai 1975      |       | LSAP                |
|          | Tess Burton            | 6 décembre 2018  | Est             | 10 juin 1985      |       | LSAP                |
|          | Carlo Weber            | 5 janvier 2022   | Nord            | 6 février 1966    |       | LSAP                |
|          | Jessie Thill           | 19 janvier 2022  | Centre          | 10 février 1996   |       | Gréng               |
|          | Lydia Mutsch           | 6 décembre 2018  | Sud             | 17 août 1961      |       | LSAP                |
|          | Gusty Graas            | 13 novembre 2013 | Sud             | 14 septembre 1957 |       | DP                  |
|          | Stéphanie Empain       | 6 décembre 2018  | Nord            | 11 août 1983      |       | Gréng               |
|          | Djuna Bernard          | 6 décembre 2018  | Centre          | 15 juin 1992      |       | Gréng               |
|          | Carole Hartmann        | 6 décembre 2018  | Est             | 3 juin 1987       |       | DP                  |
|          | Semiray Ahmedova       | 6 octobre 2019   | Sud             | 21 avril 1981     |       | Gréng               |
|          | Chantal Gary           | 23 octobre 2019  | Est             | 11 février 1988   |       | Gréng               |
|          | Francine Closener      | 3 décembre 2019  | Centre          | 29 décembre 1969  |       | LSAP                |
|          | Claude Lamberty        | 21 janvier 2020  | Centre          | 24 septembre 1976 |       | DP                  |
|          | Simone Asselborn-Bintz | 21 janvier 2020  | Sud             | 24 janvier 1966   |       | LSAP                |
|          | Pim Knaff              | 4 février 2020   | Sud             | 8 octobre 1965    |       | DP                  |
|          | Cécile Hemmen          | 4 février 2020   | Centre          | 6 novembre 1955   |       | LSAP                |
|          | Fred Keup              | 14 octobre 2020  | Sud             | 15 mai 1980       |       | ADR                 |

### Mandats clos en cours de législature
Les élus suivants ont mis fin prématurément à leur mandat.
| Photos | Député             | Circonscription | Parti | Parti    | Raison                                  | Date             | Remplaçant             |
| ------ | ------------------ | --------------- | ----- | -------- | --------------------------------------- | ---------------- | ---------------------- |
|        | Xavier Bettel      | Centre          |       | DP       | Nomination dans le gouvernement         | 5 décembre 2018  | Frank Colabianchi      |
|        | Etienne Schneider  | Centre          |       | LSAP     | Nomination dans le gouvernement         | 5 décembre 2018  | Franz Fayot            |
|        | Félix Braz         | Sud             |       | Gréng    | Nomination dans le gouvernement         | 5 décembre 2018  | Marc Hansen            |
|        | Jean Asselborn     | Sud             |       | LSAP     | Nomination dans le gouvernement         | 5 décembre 2018  | Yves Cruchten          |
|        | Nicolas Schmit     | Est             |       | LSAP     | Refuse de siéger                        | 5 décembre 2018  | Tess Burton            |
|        | Romain Schneider   | Nord            |       | LSAP     | Nomination dans le gouvernement         | 5 décembre 2018  | Claude Haagen          |
|        | François Bausch    | Centre          |       | Gréng    | Nomination dans le gouvernement         | 5 décembre 2018  | Carlo Back             |
|        | Pierre Gramegna    | Sud             |       | DP       | Nomination dans le gouvernement         | 5 décembre 2018  | Eugène Berger          |
|        | Dan Kersch         | Sud             |       | LSAP     | Nomination dans le gouvernement         | 5 décembre 2018  | Lydia Mutsch           |
|        | Claude Meisch      | Sud             |       | DP       | Nomination dans le gouvernement         | 5 décembre 2018  | Gusty Graas            |
|        | Corinne Cahen      | Centre          |       | DP       | Nomination dans le gouvernement         | 5 décembre 2018  | Joëlle Elvinger        |
|        | Carole Dieschbourg | Est             |       | Gréng    | Nomination dans le gouvernement         | 5 décembre 2018  | Henri Kox              |
|        | Claude Turmes      | Nord            |       | Gréng    | Nomination dans le gouvernement         | 5 décembre 2018  | Stéphanie Empain       |
|        | Sam Tanson         | Centre          |       | Gréng    | Nomination dans le gouvernement         | 5 décembre 2018  | Djuna Bernard          |
|        | Lex Delles         | Est             |       | DP       | Nomination dans le gouvernement         | 5 décembre 2018  | Carole Hartmann        |
|        | Roberto Traversini | Sud             |       | Gréng    | Démission pour raisons personnelles     | 6 octobre 2019   | Semiray Ahmedova       |
|        | Henri Kox          | Est             |       | Gréng    | Nomination dans le gouvernement         | 11 octobre 2019  | Chantal Gary           |
|        | Marc Angel         | Centre          |       | LSAP     | Nomination au Parlement européen        | 2 décembre 2019  | Francine Closener      |
|        | Joëlle Elvinger    | Centre          |       | DP       | Démission pour raisons professionnelles | 31 décembre 2019 | Claude Lamberty        |
|        | Alex Bodry         | Sud             |       | LSAP     | Nomination au Conseil d'État            | 20 janvier 2020  | Simone Asselborn-Bintz |
|        | Eugène Berger      | Sud             |       | DP       | Mort en fonction                        | 21 janvier 2020  | Pim Knaff              |
|        | Franz Fayot        | Centre          |       | LSAP     | Nomination dans le gouvernement         | 4 février 2020   | Cécile Hemmen          |
|        | Gast Gibéryen      | Sud             |       | ADR      | Démission pour raisons personnelles     | 13 octobre 2020  | Fred Keup              |
|        | Marco Schank       | Nord            |       | CSV      | Démission pour raisons personnelles     | 21 octobre 2020  | Jean-Paul Schaaf       |
|        | Marc Baum          | Sud             |       | déi Lénk | Principe de rotation                    | 19 mai 2021      | Myriam Cecchetti       |
|        | David Wagner       | Centre          |       | déi Lénk | Principe de rotation                    | 19 mai 2021      | Nathalie Oberweis      |
|        | Georges Engel      | Sud             |       | LSAP     | Nomination dans le gouvernement         | 5 janvier 2022   | Dan Kersch             |
|        | Claude Haagen      | Nord            |       | LSAP     | Nomination dans le gouvernement         | 5 janvier 2022   | Carlo Weber            |
|        | Carlo Back         | Centre          |       | Gréng    | Démission pour raisons personnelles     | 19 janvier 2022  | Jessie Thill           |
|        | Viviane Reding     | Centre          |       | CSV      | Démission pour raisons personnelles     | 11 octobre 2022  | Elisabeth Margue       |
|        | Max Hahn           | Sud             |       | DP       | Nomination dans le gouvernement         | 27 juin 2023     | Barbara Agostino       |